# Toronto Huskies
O Toronto Huskies foi um time de basquetebol localizado em Toronto, Ontário, Canadá. Esteve ativo somente em uma temporada, a de 1946-47, onde disputou jogos na Basketball Association of America (predecessora da National Basketball Association), onde obteve uma sequência de 22-38. Contém a distinção de ter jogado a primeira partida da liga, quando perdeu 68-66 para o New York Knicks. Foi substituído pelo Toronto Raptors.

## Trajetória
| Temporada             | V  | D  | %    | Playoffs           | Resultado |
| --------------------- | -- | -- | ---- | ------------------ | --------- |
| Toronto Huskies (BAA) |    |    |      |                    |           |
| 1946-47               | 22 | 38 | .367 | Não se classificou |           |
| Totals                | 22 | 38 | .367 |                    |           |
| Playoffs              | 0  | 0  | .000 |                    |           |